# Fussball-Club Rot-Weiß Erfurt 2014-2015
Questa voce raccoglie le informazioni riguardanti il Fussball-Club Rot-Weiß Erfurt nelle competizioni ufficiali della stagione 2014-2015.

## Stagione
Nella stagione 2014-2015 il Rot Weiss Erfurt, allenato da Walter Kogler e Christian Preußer, concluse il campionato di 3. Liga al 12º posto.

## Rosa
| N. |                     | Ruolo | Calciatore                 |
| -- | ------------------- | ----- | -------------------------- |
| 3  | Germania (bandiera) | D     | Sascha Eichmeier           |
| 4  | Germania (bandiera) | D     | Eric Stelzer               |
| 5  | Germania (bandiera) | D     | Stefan Kleineheismann      |
| 6  | Germania (bandiera) | D     | André Laurito              |
| 7  | Germania (bandiera) | A     | Andreas Wiegel             |
| 8  | Turchia (bandiera)  | A     | Okan Aydın                 |
| 9  | Germania (bandiera) | A     | Simon Brandstetter         |
| 10 | Austria (bandiera)  | C     | Haris Bukva                |
| 11 | Austria (bandiera)  | A     | Christian Falk             |
| 13 | Polonia (bandiera)  | C     | Sebastian Tyrała           |
| 14 | Germania (bandiera) | C     | Kevin Möhwald              |
| 15 | Germania (bandiera) | C     | Florian Bichler            |
| 16 | Francia (bandiera)  | P     | Jean-François Kornetzky    |
| 17 | Croazia (bandiera)  | D     | Luka Odak                  |
| 18 | Germania (bandiera) | A     | Federico Palacios-Martínez |
| 19 | Germania (bandiera) | A     | Otis Breustedt             |

| N. |                                 | Ruolo | Calciatore       |
| -- | ------------------------------- | ----- | ---------------- |
| 21 | Germania (bandiera)             | D     | Jens Möckel      |
| 22 | Germania (bandiera)             | D     | Christoph Menz   |
| 23 | Costa d'Avorio (bandiera)       | D     | Steve Gohouri    |
| 24 | Germania (bandiera)             | C     | Juri Judt        |
| 25 | Germania (bandiera)             | P     | Philipp Klewin   |
| 26 | Bosnia ed Erzegovina (bandiera) | C     | Amer Kadrić      |
| 27 | Germania (bandiera)             | A     | Carsten Kammlott |
| 28 | Germania (bandiera)             | C     | Leon Packheiser  |
| 29 | Germania (bandiera)             | C     | Carsten Weis     |
| 31 | Germania (bandiera)             | P     | Paul Büchel      |
| 33 | Germania (bandiera)             | D     | Rafael Czichos   |
| 35 | Germania (bandiera)             | D     | Til Schwarz      |
| 36 | Germania (bandiera)             | D     | Julian Löschner  |
| 39 | Germania (bandiera)             | C     | Maik Baumgarten  |
| 39 | Germania (bandiera)             | A     | Hans Oeftger     |
| 40 | Germania (bandiera)             | C     | Thure Ilgner     |

## Organigramma societario
Area tecnica
- Allenatore: Christian Preußer
- Allenatore in seconda: Norman Loose
- Preparatore dei portieri: René Twardzik
- Preparatori atletici:

## Calciomercato

### Sessione estiva
| Acquisti | Acquisti         | Acquisti            | Acquisti |
| R.       | Nome             | da                  | Modalità |
| -------- | ---------------- | ------------------- | -------- |
| A        | Okan Aydın       | Eskişehirspor       |          |
| D        | Sascha Eichmeier | Siegen              |          |
| A        | Christian Falk   | Wolfsberger         |          |
| C        | Juri Judt        | Saarbrücken         |          |
| D        | Christoph Menz   | Dinamo Dresda       |          |
| C        | Sepehr Nikroo    | Rot-Weiß Erfurt U19 |          |
| C        | Sebastian Tyrała | Greuther Fürth      |          |
| C        | Carsten Weis     | Zwickau             |          |

| Cessioni | Cessioni              | Cessioni           | Cessioni |
| R.       | Nome                  | a                  | Modalità |
| -------- | --------------------- | ------------------ | -------- |
| C        | Marco Engelhardt      | Hallescher         |          |
| C        | Patrick Göbel         | Zwickau            |          |
| A        | Jonas Nietfeld        | Schalke 04 II      |          |
| D        | Sydney Bazonzila      | OSV Hannover       |          |
| D        | Johannes Bergmann     | Wacker Nordhausen  |          |
| C        | Christopher Drazan    | Kaiserslautern     |          |
| D        | Niklas Kreuzer        | Dinamo Dresda      |          |
| C        | Leon Packheiser       | Rot-Weiß Erfurt II |          |
| C        | Nils Pfingsten-Reddig | Wacker Nordhausen  |          |
| D        | Eric Stelzer          | Rot-Weiß Erfurt II |          |
| C        | Marius Strangl        | Bayreuth           |          |
| A        | Mijo Tunjić           | Elversberg         |          |

### Sessione invernale
| Acquisti | Acquisti                   | Acquisti     | Acquisti |
| R.       | Nome                       | da           | Modalità |
| -------- | -------------------------- | ------------ | -------- |
| C        | Florian Bichler            | Unterhaching |          |
| A        | Federico Palacios-Martínez | RB Lipsia    |          |

| Cessioni | Cessioni      | Cessioni       | Cessioni |
| R.       | Nome          | a              | Modalità |
| -------- | ------------- | -------------- | -------- |
| C        | Sepehr Nikroo | Niendorfer TSV |          |

## Risultati

### 3. Liga

#### Girone di andata
| Arbitro: | Gerach |

|               |           |                         |
| Eichmeier 73’ | Marcatori | 43’ Jordanov 47’ Harder |

| Arbitro: | Kampka |

|                           |           |                  |
| Kleineheismann 87’ (aut.) | Marcatori | 77’ Brandstetter |

| Arbitro: | Waschitzki-Günther |

|                                                 |           |              |
| Möhwald 38’ Czichos 41’ (rig.) Brandstetter 77’ | Marcatori | 56’ Grüttner |

| Cottbus 9 agosto 2014, ore 14:00 CEST 4ª giornata | Energie Cottbus | 0 – 0 referto | Rot-Weiß Erfurt | Stadion der Freundschaft (6 149 spett.)\| Arbitro: \| Storks \| |
| Arbitro:                                          | Storks          |               |                 |                                                                 |

| Arbitro: | Fritz |

|                        |           |  |
| Wiegel 16’ Möhwald 65’ | Marcatori |  |

| Arbitro: | Mix |

|                    |           |                       |
| Reichwein 45’, 82’ | Marcatori | 48’ Bukva 73’ Czichos |

| Arbitro: | Stark |

|                                             |           |                  |
| Feldhahn 21’ (rig.) Hohnstedt 64’ Pisot 72’ | Marcatori | 51’ Brandstetter |

| Arbitro: | Steinhaus-Webb |

|                                         |           |                                 |
| Brandstetter 29’ Möckel 69’ Möhwald 77’ | Marcatori | 27’ (rig.) Kazior 75’ Schäffler |

| Arbitro: | Sippel |

|                                |           |            |
| Vunguidica 3’, 90’ Jänicke 73’ | Marcatori | 51’ Wiegel |

| Arbitro: | Sather |

|                   |           |  |
| Kammlott 63’, 71’ | Marcatori |  |

| Arbitro: | Storks |

|                  |           |           |
| Rizzi 40’ (rig.) | Marcatori | 88’ Aydın |

| Arbitro: | Dittrich |

|                 |           |  |
| Brandstetter 2’ | Marcatori |  |

| Arbitro: | Stieler |

|            |           |                        |
| Pfeffer 2’ | Marcatori | 57’ Tyrała 75’ Möhwald |

| Arbitro: | Perl |

|                       |           |  |
| Möhwald 3’ Kadrić 90’ | Marcatori |  |

| Arbitro: | Gerach |

|                                |           |  |
| Müller 3’ Hemlein 10’ Mast 87’ | Marcatori |  |

| Arbitro: | Schlager |

|                        |           |             |
| Möhwald 27’ Wiegel 73’ | Marcatori | 23’ Dahmani |

| Arbitro: | Reichel |

|                          |           |  |
| Janjić 77’ Gardawski 88’ | Marcatori |  |

| Arbitro: | Stegemann |

|              |           |            |
| Kammlott 61’ | Marcatori | 50’ Kaiser |

| Arbitro: | Günsch |

|                                         |           |                         |
| Thiel 41’ Widemann 57’, 90’ Schwarz 89’ | Marcatori | 6’ Kammlott 45’ Möhwald |

#### Girone di ritorno
| Dortmund 6 dicembre 2014, ore 14:00 CET 20ª giornata | Borussia Dortmund II | 0 – 0 referto | Rot-Weiß Erfurt | Stadio Rote Erde (2 080 spett.)\| Arbitro: \| Mix \| |
| Arbitro:                                             | Mix                  |               |                 |                                                      |

| Arbitro: | Schröder |

|                                        |           |            |
| Kammlott 4’, 10’ Tyrała 56’ Wiegel 67’ | Marcatori | 59’ Ziemer |

| Arbitro: | Treiber |

|                              |           |                              |
| Kiesewetter 38’ Grüttner 90’ | Marcatori | 19’ (rig.) Tyrała 45’ Wiegel |

| Arbitro: | Winkmann |

|                                 |           |  |
| Laurito 37’ Kammlott 59’ (rig.) | Marcatori |  |

| Arbitro: | Reichel |

|  |           |             |
|  | Marcatori | 88’ Czichos |

| Arbitro: | Sippel |

|            |           |  |
| Tyrała 30’ | Marcatori |  |

| Arbitro: | Kempter |

|                                    |           |                    |
| Aydın 44’ Czichos 57’ Kammlott 90’ | Marcatori | 64’ (aut.) Gohouri |

| Arbitro: | Dankert |

|                                              |           |             |
| Wahl 21’ Kazior 50’ Schäffler 78’ Heider 84’ | Marcatori | 47’ Czichos |

| Arbitro: | Cortus |

|  |           |                                      |
|  | Marcatori | 27’ (rig.) Wiemann 43’ Schnellbacher |

| Arbitro: | Heft |

|            |           |  |
| Aosman 90’ | Marcatori |  |

| Arbitro: | Badstübner |

|  |           |             |
|  | Marcatori | 90’ Senesie |

| Arbitro: | Treiber |

|                          |           |                    |
| Moritz 6’ Höler 37’, 44’ | Marcatori | 87’ (rig.) Czichos |

| Arbitro: | Kinhöfer |

|              |           |                       |
| Kammlott 23’ | Marcatori | 15’ Osawe 16’ Bertram |

| Arbitro: | Bokop |

|                     |           |                    |
| Löning 51’ Fink 61’ | Marcatori | 90’ (rig.) Czichos |

| Arbitro: | Heft |

|  |           |                                   |
|  | Marcatori | 11’, 64’ Ulm 55’ Klos 57’ Hemlein |

| Arbitro: | Storks |

|                          |           |                          |
| Flottmann 38’ Hörnig 45’ | Marcatori | 17’ Kammlott 31’ Möhwald |

| Arbitro: | Willenborg |

|  |           |                        |
|  | Marcatori | 11’ Onuegbu 72’ Janjić |

| Stoccarda 16 maggio 2015, ore 13:30 CEST 37ª giornata | Kickers Stoccarda | 0 – 0 referto | Rot-Weiß Erfurt | Gazi-Stadion auf der Waldau (4 730 spett.)\| Arbitro: \| Schriever \| |
| Arbitro:                                              | Schriever         |               |                 |                                                                       |

| Arbitro: | Schröder |

|                |           |  |
| Baumgarten 42’ | Marcatori |  |

## Statistiche

### Statistiche di squadra
| Competizione | Punti | In casa | In casa | In casa | In casa | In casa | In casa | In trasferta | In trasferta | In trasferta | In trasferta | In trasferta | In trasferta | Totale | Totale | Totale | Totale | Totale | Totale | DR |
| Competizione | Punti | G       | V       | N       | P       | Gf      | Gs      | G            | V            | N            | P            | Gf           | Gs           | G      | V      | N      | P      | Gf     | Gs     | DR |
| ------------ | ----- | ------- | ------- | ------- | ------- | ------- | ------- | ------------ | ------------ | ------------ | ------------ | ------------ | ------------ | ------ | ------ | ------ | ------ | ------ | ------ | -- |
| 3. Liga      | 51    | 19      | 12      | 1       | 6       | 29      | 20      | 19           | 2            | 8            | 9            | 18           | 34           | 38     | 14     | 9      | 15     | 47     | 54     | -7 |
| Totale       | 51    | 19      | 12      | 1       | 6       | 29      | 20      | 19           | 2            | 8            | 9            | 18           | 34           | 38     | 14     | 9      | 15     | 47     | 54     | -7 |

### Andamento in campionato
| Giornata  | 1  | 2  | 3 | 4 | 5 | 6 | 7  | 8 | 9  | 10 | 11 | 12 | 13 | 14 | 15 | 16 | 17 | 18 | 19 | 20 | 21 | 22 | 23 | 24 | 25 | 26 | 27 | 28 | 29 | 30 | 31 | 32 | 33 | 34 | 35 | 36 | 37 | 38 |
| --------- | -- | -- | - | - | - | - | -- | - | -- | -- | -- | -- | -- | -- | -- | -- | -- | -- | -- | -- | -- | -- | -- | -- | -- | -- | -- | -- | -- | -- | -- | -- | -- | -- | -- | -- | -- | -- |
| Luogo     | C  | T  | C | T | C | T | T  | C | T  | C  | T  | C  | T  | C  | T  | C  | T  | C  | T  | T  | C  | T  | C  | T  | C  | C  | T  | C  | T  | C  | T  | C  | T  | C  | T  | C  | T  | C  |
| Risultato | P  | N  | V | N | V | N | P  | V | P  | V  | N  | V  | V  | V  | P  | V  | P  | N  | P  | N  | V  | N  | V  | V  | V  | V  | P  | P  | P  | P  | P  | P  | P  | P  | N  | P  | N  | V  |
| Posizione | 12 | 16 | 7 | 7 | 7 | 7 | 13 | 9 | 10 | 9  | 9  | 9  | 7  | 2  | 8  | 3  | 7  | 6  | 10 | 10 | 9  | 9  | 6  | 5  | 4  | 2  | 6  | 7  | 7  | 7  | 8  | 9  | 10 | 10 | 12 | 12 | 12 | 12 |

Legenda:

Luogo: C = Casa; T = Trasferta. Risultato: V = Vittoria; N = Pareggio; P = Sconfitta.

### Statistiche dei giocatori
| O. Aydin             | 28 | 2  | 2 | 0 |
| M. Baumgarten        | 16 | 1  | 3 | 0 |
| F. Bichler           | 10 | 0  | 0 | 0 |
| S. Brandstetter      | 23 | 5  | 4 | 0 |
| O. Breustedt         | 2  | 0  | 0 | 0 |
| H. Bukva             | 25 | 1  | 2 | 0 |
| P. Büchel            | 0  | 0  | 0 | 0 |
| R. Czichos           | 37 | 7  | 4 | 0 |
| S. Eichmeier         | 14 | 1  | 1 | 0 |
| C. Falk              | 20 | 0  | 3 | 0 |
| S. Gohouri           | 12 | 0  | 2 | 0 |
| P. Göbel             | 0  | 0  | 0 | 0 |
| T. Ilgner            | 0  | 0  | 0 | 0 |
| J. Judt              | 26 | 0  | 7 | 1 |
| A. Kadrić            | 9  | 1  | 0 | 0 |
| C. Kammlott          | 32 | 10 | 8 | 0 |
| S. Kleineheismann    | 25 | 0  | 4 | 1 |
| P. Klewin            | 38 | 0  | 2 | 0 |
| J. Kornetzky         | 0  | 0  | 0 | 0 |
| A. Laurito           | 21 | 1  | 5 | 0 |
| J. Löschner          | 0  | 0  | 0 | 0 |
| C. Menz              | 30 | 0  | 6 | 0 |
| J. Möckel            | 21 | 1  | 5 | 0 |
| K. Möhwald           | 35 | 8  | 7 | 0 |
| J. Nietfeld          | 1  | 0  | 0 | 0 |
| L. Odak              | 23 | 0  | 5 | 1 |
| H. Oeftger           | 0  | 0  | 0 | 0 |
| L. Packheiser        | 0  | 0  | 0 | 0 |
| F. Palacios-Martínez | 8  | 0  | 1 | 0 |
| T. Schwarz           | 0  | 0  | 0 | 0 |
| E. Stelzer           | 0  | 0  | 0 | 0 |
| S. Tyrała            | 37 | 4  | 8 | 0 |
| C. Weis              | 0  | 0  | 0 | 0 |
| A. Wiegel            | 30 | 5  | 7 | 0 |